# Pseudasthenes steinbachi
A Pseudasthenes steinbachi a madarak (Aves) osztályának verébalakúak (Passeriformes) rendjébe és a fazekasmadár-félék (Furnariidae) családjába tartozó faj.

## Rendszerezése
A fajt Ernst Hartert német ornitológus írta le 1909-ben, a Siptornis nembe Siptornis steinbachi néven. Egyes szervezetek az Asthenes nembe sorolják  Asthenes steinbachi néven.

## Előfordulása
Dél-Amerika déli részén, Argentína területén honos. Természetes élőhelyei a szubtrópusi és trópusi hegyi esőerdők, száraz magaslati cserjések. Állandó, nem vonuló faj.

## Megjelenése
Testhossza 16 centiméter, testtömege 14-20 gramm.

## Természetvédelmi helyzete
Az elterjedési területe nagyon nagy, egyedszáma pedig stabil. A Természetvédelmi Világszövetség Vörös listáján nem fenyegetett fajként szerepel.